# Hundsheim
Hundsheim är en ort och kommun i Österrike. Den ligger i distriktet Bruck an der Leitha i förbundslandet Niederösterreich, 40 km öster om huvudstaden Wien. 